# Dilatace času
Dilatace času (čili roztažení, zpomalení času) je fyzikální jev pozorovaný jako zpomalení plynutí času popsaný v teorii relativity.
Projevuje se u všech objektů, které vzhledem k pozorovateli:
1. Se pohybují velkou rychlostí (v poměru k rychlosti světla) – dle zákonů speciální teorie relativity.
2. Jsou v silnějším gravitačním poli nebo se pohybují zrychleně oproti inerciální soustavě – dle zákonů obecné teorie relativity.

V prvním případě dvou pozorovatelů, pohybujících se vůči sobě rovnoměrně přímočaře, je dilatace času vzájemná. Oba dva tedy vnímají hodiny toho druhého jako pomalejší. Naproti tomu v případě gravitační dilatace času se pozorovatelé shodnou na tom, že hodiny s vyšším gravitačním potenciálem jsou pomalejší než hodiny s nižším potenciálem (vzdálenější od středu gravitace). Praktickým příkladem jsou mírně pomaleji jdoucí atomové hodiny na zemském povrchu než stejné atomové hodiny umístěné v družici na oběžné dráze Země.

## Výpočet

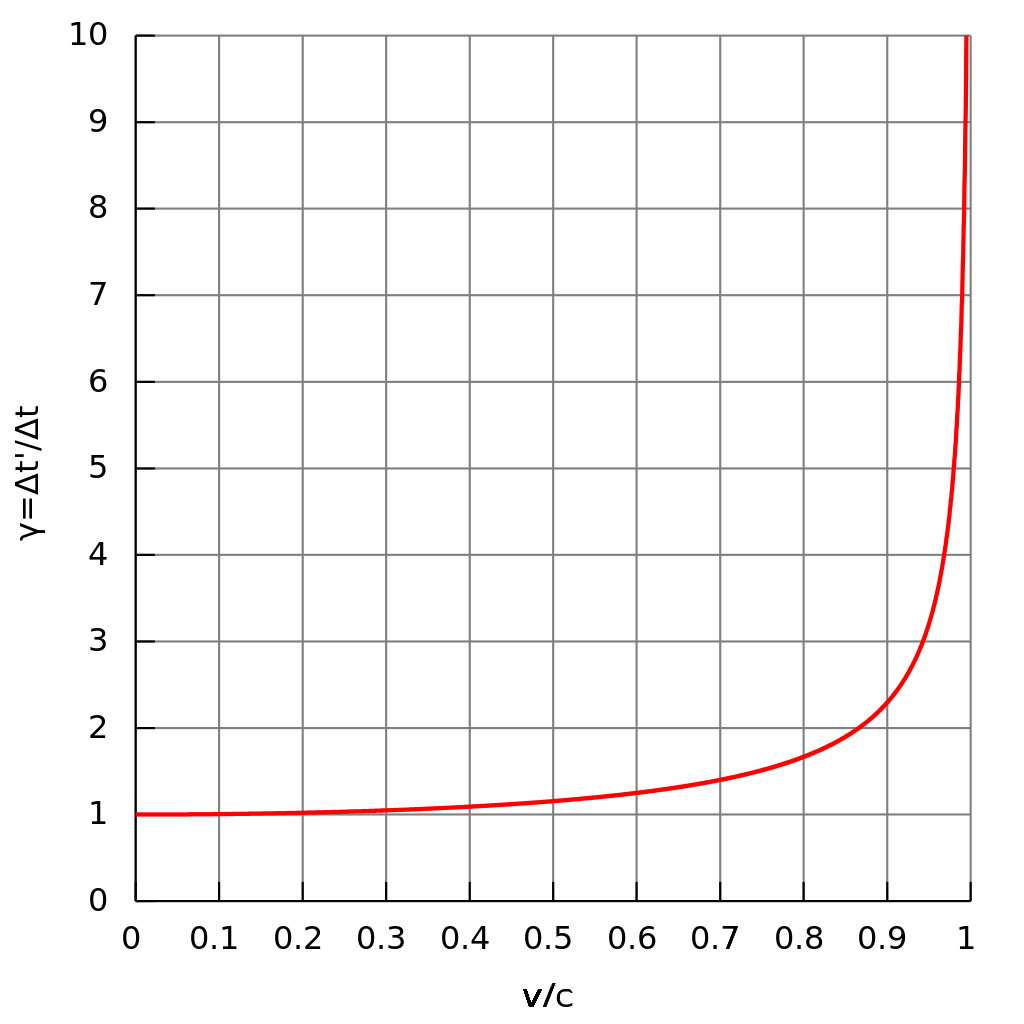
Lorentzův faktor γ; Pro rychlosti v méně než 0,1*c je γ přibližně 1.

Na základě speciální teorie relativity můžeme spočítat dilataci času u objektu pohybujícího se rychlostí {\displaystyle v} jako:
{\displaystyle \Delta t=\Delta t_{0}\cdot \gamma }
kde {\displaystyle \Delta t} je čas změřený pozorovatelem, {\displaystyle \Delta t_{0}} je čas změřený pohybujícím se objektem (tzv. vlastní čas) a {\displaystyle \gamma } je Lorentzův faktor.
Použití Lorentzova faktoru zobecňuje Newtonovskou mechaniku – při běžných rychlostech se jeho hodnota limitně blíží jedné (a je tedy možné jej zanedbat), začne se projevovat až u rychlostí, které se řádově blíží rychlosti světla ve vakuu (a kde je proto fyzikální popis Newtonovské mechaniky nedostatečný).

## Dilatace času ve speciální teorii relativity
U této teorie platí, že např. hodiny H´ pohybující se vzhledem k pozorovateli rychlostí v<c jdou pomaleji než hodiny H, které jsou vzhledem k tomuto pozorovateli v klidu. Tento vztah je symetrický: Druhý pozorovatel, vůči němuž jsou v klidu hodiny H´, bude naopak pozorovat, že pomaleji jdou hodiny H. Obě pozorování jsou v každé ze soustav, spojených s daným pozorovatelem, správná. Správná jsou ale jen po dobu, kdy je pozorovatelova soustava inerciální, tedy bez zrychlení. Paradox dvojčat je myšlenkový experiment, který ilustruje porušení symetrie změnou inerciální soustavy. Důsledkem odlišně plynoucího času je i relativita současnosti: dva vůči sobě se pohybující pozorovatelé pozorují jako současné jiné události.

## Experimenty
Dilataci času prokázala řada experimentů.
- Delší doba života velmi rychlých mionů vznikajících ve svrchní vrstvě atmosféry jim umožní dosáhnout zemského povrchu, ačkoli bez dilatace času by se drtivá většina rozpadla na mnohem kratší dráze.
- Hafeleův–Keatingův experiment (1971) bylo měření účinku dilatace času přímo pomocí tří přesných cesiových hodin: jedny zůstaly na zemi, druhé letěly letadlem po směru otáčení Země a třetí proti. Uplatnil se zde vliv pohybu i různého gravitačního pole.
- S dilatací času a její kompenzací musí počítat i navigační systémy (GPS).